# 奈洛比省

奈洛比省

奈洛比省（英語：Nairobi Province）是肯尼亚8省之一，总面积684 km²。内罗毕省首府奈洛比 (英文:Nairobi)。

## 行政区划
奈洛比省分为3个县：
1. 东内罗毕县（Nairobi East District）
2. 北内罗毕县（Nairobi North District）
3. 西内罗毕县（Nairobi West District）